# 德克薩斯農工大學科珀斯克里斯蒂分校
德克薩斯農工大學科珀斯克里斯蒂分校 (通常简称为 Texas A&M–Corpus Christi, or TAMU-CC, or A&M-Corpus Christi, or A&M-CC)是一所位于美國德克薩斯州聖體市的州立大学，在奥索湾沃德岛上。 该大学是德州农工大学系统的一部分。

## 历史

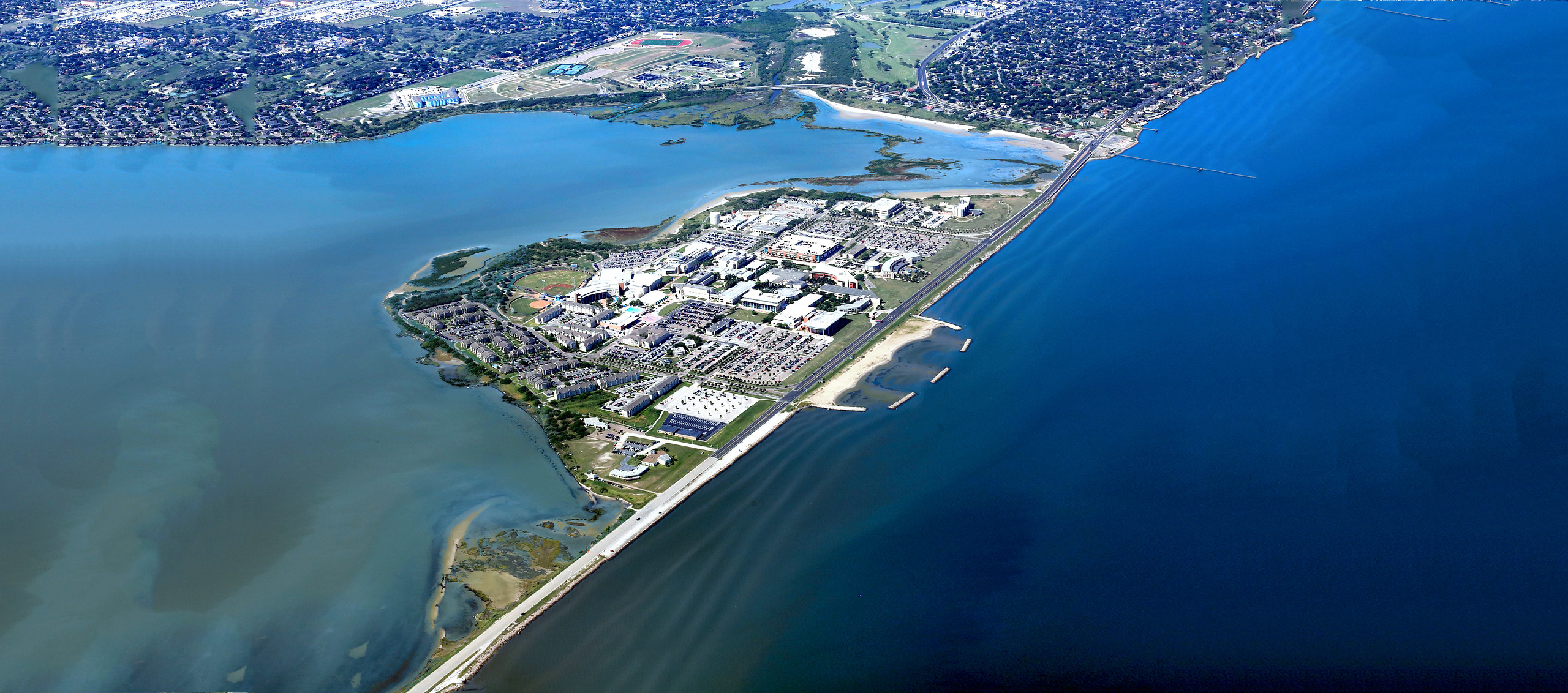
大学的岛屿校园。

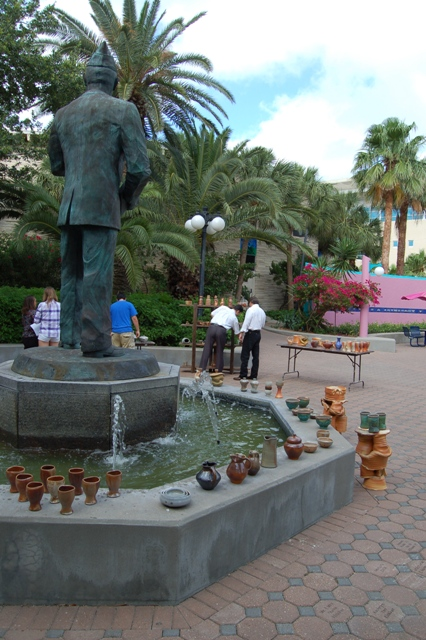
艺术学生在赫克托·P·加西亚广场的陶器展览。

德克萨斯农工大学-科珀斯克里斯蒂分校最初于1947年开设为“科珀斯克里斯蒂大学”，这是一所由德克萨斯浸信会（BGCT）运营的私立大学。
1970年校园几乎完全被飓风西莉亚摧毁后，学校（从一开始就遇到财务问题）无力承担重建费用，并要求德克萨斯州立法机构提供援助。立法机构于次年批准开设德克萨斯农工大学-金斯维尔分校；科珀斯克里斯蒂大學将于1973年举办最后的毕业班，德克萨斯浸信会将在此后不久将校园出售给州，保留10英亩土地以维持学生宗教中心。
最初被命名为科珀斯克里斯蒂的德克萨斯农工大学，后来在1989年加入德克萨斯农工大学系统之前被命名为科珀斯克里斯蒂州立大学，并以现在的名字命名。

## 学者
德克薩斯A&M大學-科珀斯克里斯蒂分校提供33个本科教育和学术专业, 25 研究生项目, 以及通过五所学院的五个博士课程的学习。
博雅教育学部 有7个部门, 住宿12个本科和6个研究生学位，从艺术、刑事司法到心理学。
商学院提供 8个本科学士学位和4个研究生学位，并获得國際商管學院促進協會（AACSB）认证。
教育与人类发展学院提供30多个领域的老师认证，以及3个本科学位，11个研究生课程和2个博士课程。
理工学院提供12个本科和5个研究生学位。
护理和健康科学学院提供两个本科学位。
德克薩斯农工大學-科珀斯克里斯蒂分校是英语作为第二语言国际（ESLI）成员大学.ESLI通过其语言中心，帮助非英语国家的学生成功进入北美大学学习。

## 研究
据Scimago实验室称，2007年至2011年间，德克萨斯A＆M大学科珀斯克里斯蒂分校的出版物标准化影响在全球排名第261位。 2013年，按出版物质量排名世界第2247位，出版物产量排名2548位。
截至2016年3月，与该大学相关的前20名研究员的Google学术搜索引用总数为39,283 根据大学排名网，得克萨斯A＆M大学 - 科珀斯克里斯蒂在世界上排名1551，在北美排名491，在美国排名360。
2014年春季，大学提出了20/20愿景，旨在成为一所新兴的研究型大学，对每个学生的成功做出无与伦比的承诺，缩小成绩差距，提供强大的校园体验。 近年来，该大学的研究活动得到了显着改善，特别是在沿海和海洋科学领域以及地理空间工程方面。

### 中心，研究所和附属机构

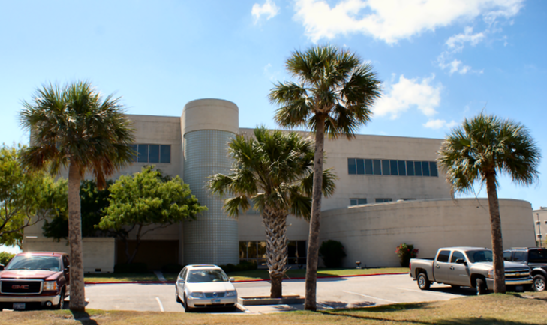
卡洛斯·特鲁恩自然资源大楼（The Carlos Truan Natural Resource Building）于1993年开放，是为了纪念科珀斯克里斯蒂的已故德克萨斯参议院议员卡洛斯·特鲁恩，他帮助获得了该设施的资金。

康拉德布吕歇尔测量与科学研究所是一个致力于地理空间科学的研究所。 该研究所由Conrad Blucher家族的捐赠基金会创立。 该研究所的研究包括德克萨斯州沿海海洋观测网络（潮汐监测系统），德克萨斯州空间参考中心对德克萨斯高度现代化的研究，以及与测绘有关的其他地理空间研究。
哈特墨西哥湾研究所将科学家带到校园，以加强TAMU-CC对墨西哥湾、湿地、沿海水道和海滩所面临的环境问题的研究。 校园内的其他中心通过近海科学潜水探险（scientific diving）进行生物多样性研究 ，并协助应对溢油应急、飓风（热带气旋）跟踪和商业运输。
Lone Star UAS卓越与创新中心是美国六个无人机系统测试站之一，于2014年由美国联邦航空管理局指定。

## 学生生活

### 学生会
TAMU-CC的学生自主协会主持学生团体的成员。 SGA设有三个分支系统，执行委员会由学生团体官员组成，立法委员会由学生参议院组成，司法委员会由校长和副校长组成。
目前的立法部门，即学生参议院，有两个基本参议员群体：分类参议员，其中有3名研究生参议员，4名高级参议员，3名初级参议员，3名大二参议员，3名新生参议员，以及大学参议员， 它拥有五个学院的两个参议员：商业，教育，文科，护理和科学技术。
SGA的选举每年举行两次，一次接近所有职位的春季结束，然后是新人参议员的秋季开幕以及春季选举剩余的空缺。

### 出版物
TAMU-CC有一份学生报纸，“Island Waves”。 它于1993年首次出版，部分由学生费和广告销售资助。 整个秋季和春季学期每周四都有问题，夏季会印三个问题。
“Islander Magazine”是德克萨斯A＆M大学 - 科珀斯克里斯蒂的半年新闻出版物，首次发表于2006年秋季。

### 日常生活
TAMU-CC is home to two Interfraternity Council Fraternities (IFC). Phi Delta Theta, Sigma Phi Epsilon. The university has four National Panhellenic Sororities (NPC). Alpha Gamma Delta, Delta Delta Delta, Gamma Phi Beta, and Zeta Tau Alpha. The university also has 7 Multicultural Greek Council organizations (MGC). Lambda Theta Alpha, Sigma Lambda Beta, Sigma Lambda Gamma, Alpha Kappa Alpha, Omega Delta Phi, Alpha Phi Alpha, and Beta Xi Chi. Greek Life is a growing aspect of the TAMU-CC campus gaining notoriety and size over the years since it began at the university in 1998.

## 体育竞技
得克萨斯A＆M-Corpus Christi作为非足球运动员参加了2006-07赛季的南部地区会议。 在此之前，它自1999年开始提供NCAA第三赛区运动以来一直是独立的。
TAMUCC提供5种男子运动：棒球，篮球，越野，网球和田径; 以及8项女子运动：篮球，越野，高尔夫，足球，垒球，网球，田径和排球。
TAMUCC团队全部以团队名称“Islanders”竞争，这个名字来自TAMUCC位于岛上。 他们的吉祥物是“Izzy the Islander”，一个戴着蒂基面具头饰，草裙和长矛的男士。 在此之前，官方吉祥物是“Tarpie”的Tarpon。

### 男子篮球
岛民篮球队由威利斯.威尔逊执教，并在美国银行中心以及大学校园内的杜根健康中心进行主场比赛。 他们曾在2007男子篮球锦标赛（详见：2007 NCAA Division I Men's Basketball Tournament）中一度参加过第一轮比赛。

### 女子越野赛
Islander越野队被认为是学校历史上最成功的运动，因为女子团队在9个会议中赢得了7个（比德克萨斯大学历史上任何其他团队都多）。 
2009年，他们在区域会议上获得了最高分，排名第六。

## 著名人士

### 历任大学校长
|    | 历任校长             | 起止年份       |
| -- | -------------------- | -------------- |
| 1  | E. S. Hutcherson     | (1947–1948)    |
| 2  | R. M. Cavness        | (1948–1951)    |
| 3  | W. A. Miller         | (1952–1965)    |
| 4  | Joseph Clapp         | (1966–1968)    |
| 5  | Leonard Holloway     | (1968–1969)    |
| 6  | Kenneth Maroney      | (1969–1973)    |
| 7  | Whitney D. Halladay  | (1973–1977)    |
| 8  | Barney Alan Sugg     | (1977–1989)    |
| 9  | Robert R. Furgason   | (1990–2004)    |
| 10 | Flavius C. Killebrew | (2004–2016)    |
| 11 | Kelly M. Quintanilla | (2017–present) |

### 校友
- Robert Gammage, 德克萨斯州政治人物；
- Kim Henkel, 剧作家、制片人和演员 [23]；
- 卡珊娜·慧特克特, 女演员、模特和参与选美比赛；
- Sarah Pauly, 垒球运动员；
- Raul Torres, 德克萨斯州政治人物；
- 拉里·威奇,  美国陆军中将；

## 照片库

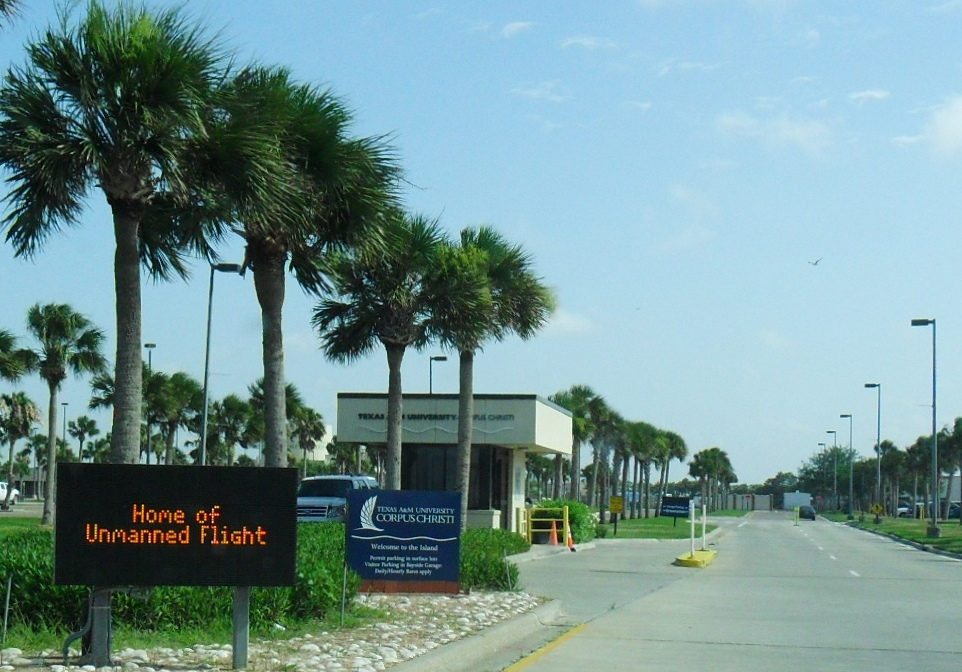
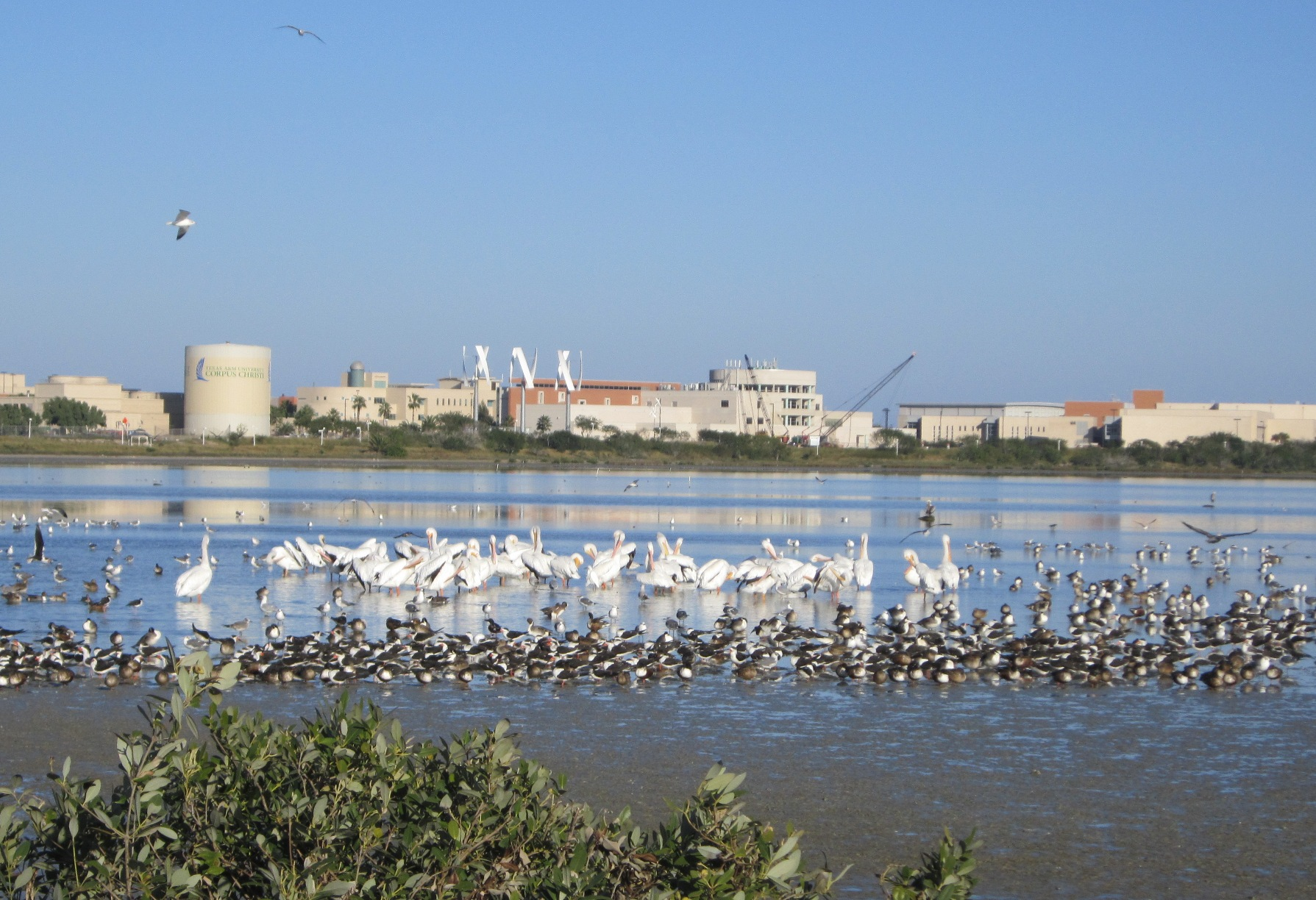
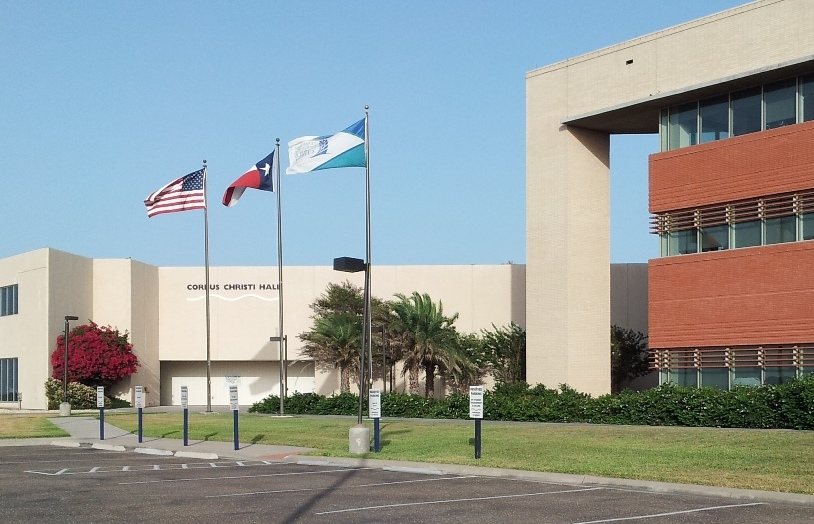
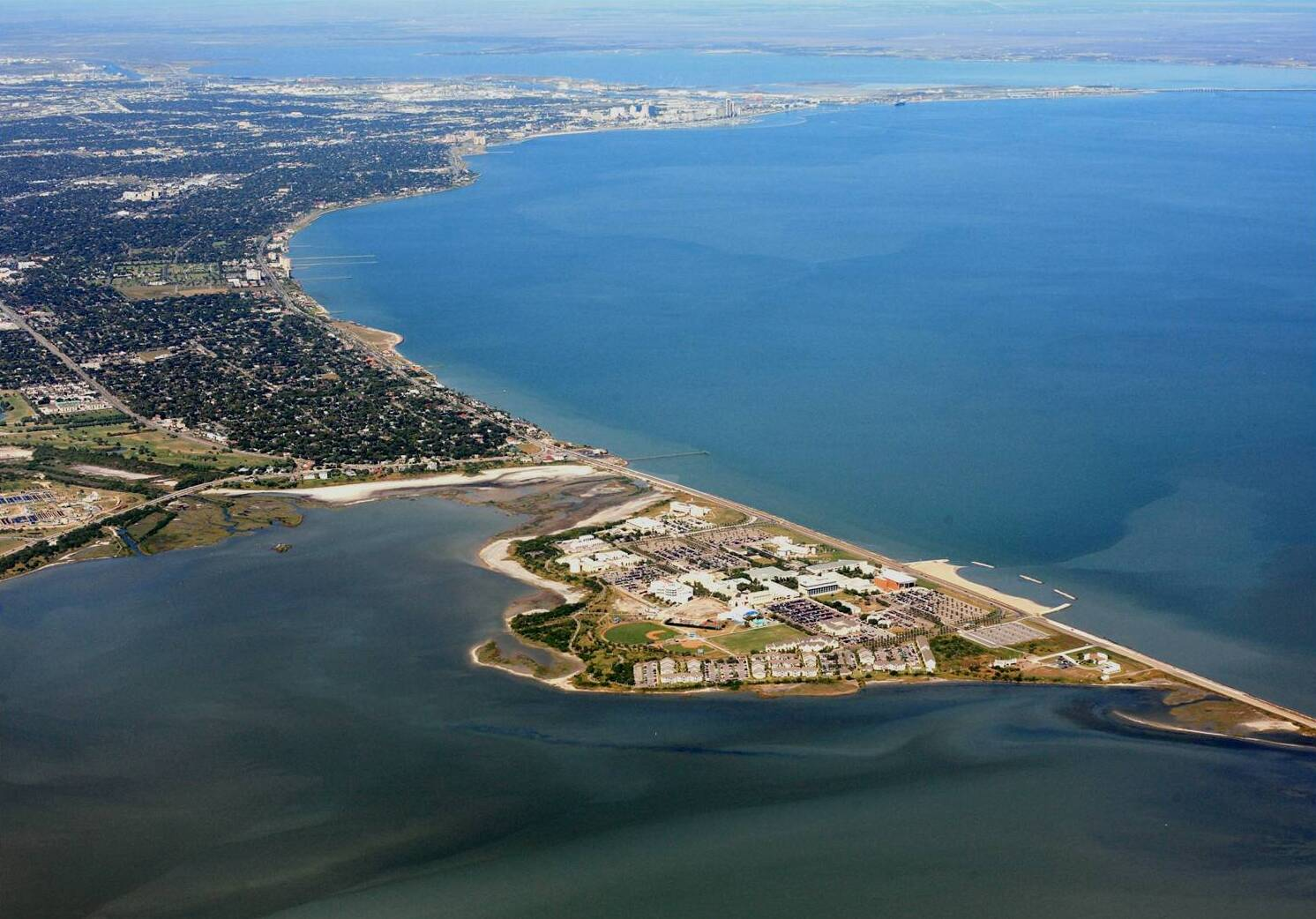
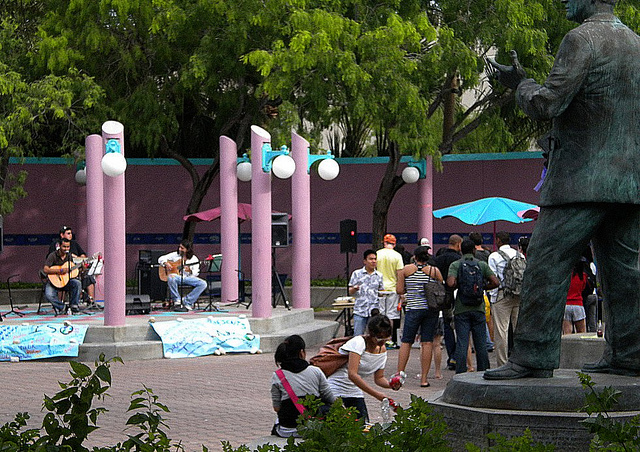
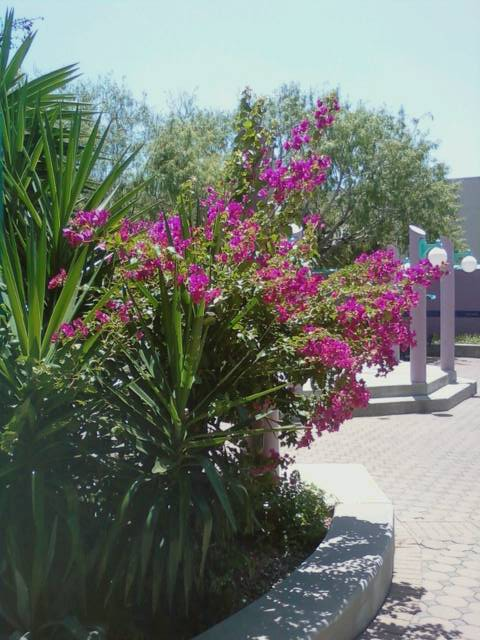
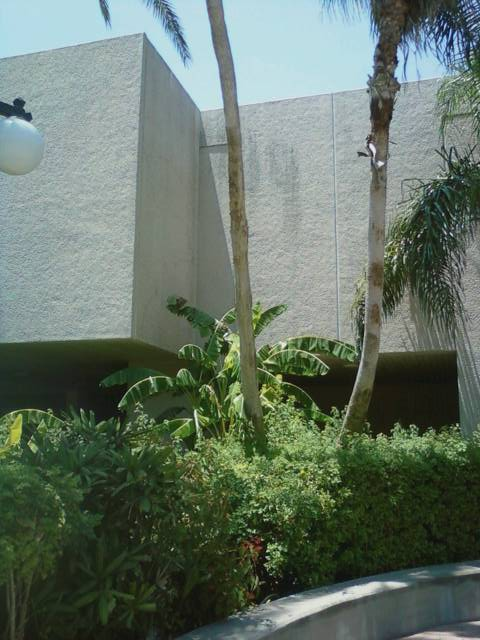
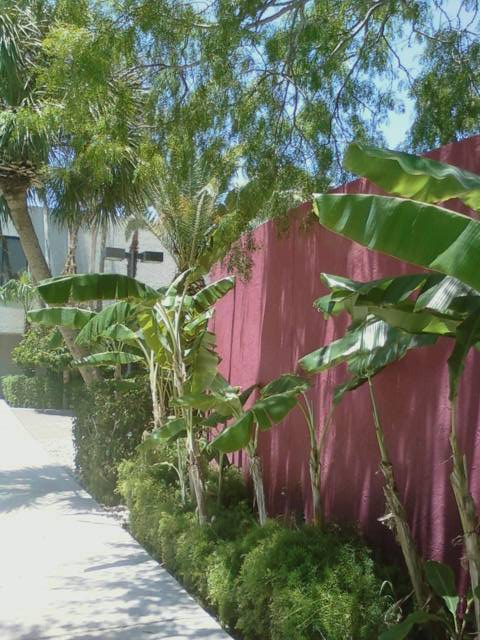
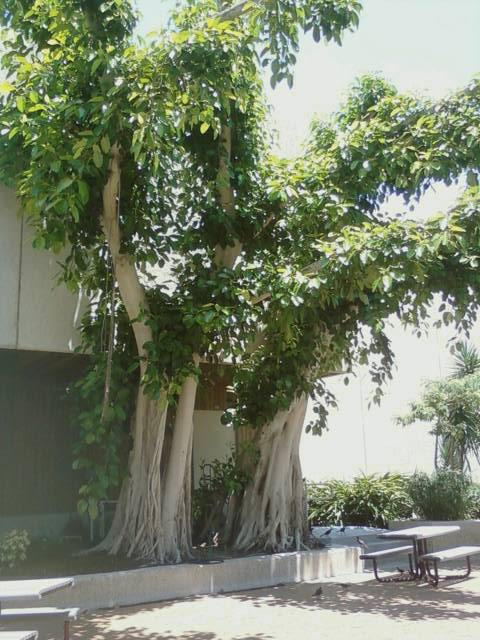
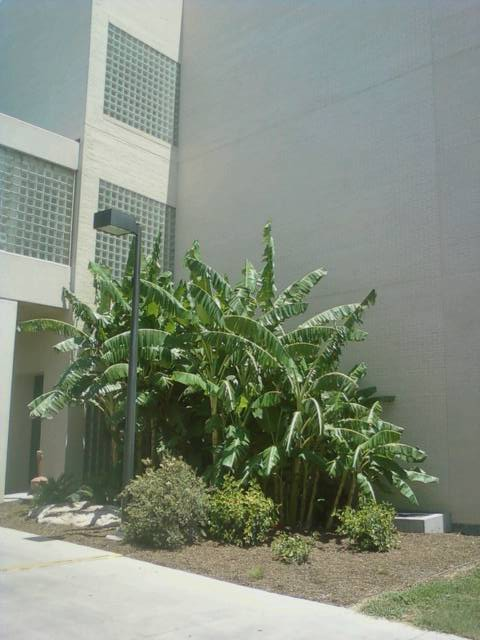
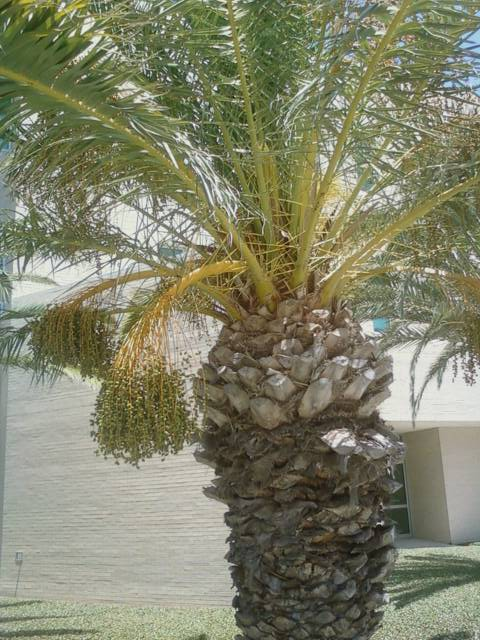
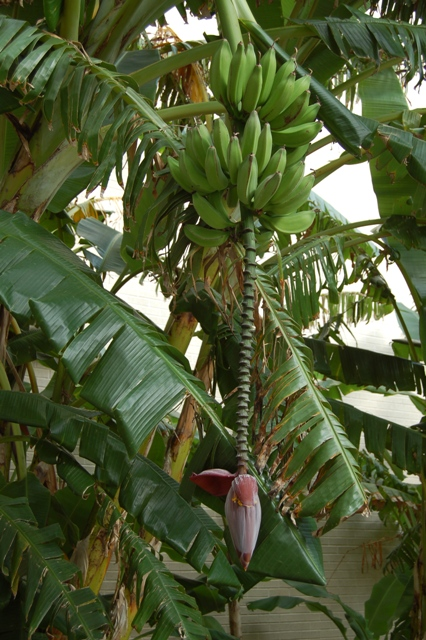

### 教职员工
- Anantha Babbili
- Gary Jeffress
- Robert S. Nelsen

## 其他相关
- 哈特墨西哥湾研究所（英语：Harte Research Institute for Gulf of Mexico Studies）
- 德克萨斯州的学院和大学列表（英语：List of colleges and universities in Texas）
- 德州农工大学系统（英语：Texas A&M University System）
- 德克萨斯A＆M大学 - 科珀斯克里斯蒂和得克萨斯A＆M大学 - 金斯维尔的合并概念